# Fulco Ruffo di Calabria
Fulco Ruffo di Calabria (Olaszország, Nápoly, 1884. augusztus 12. - Olaszország, Ronchi de Apuania, 1946. augusztus 23.) az első világháború 5. legeredményesebb olasz vadászpilótája volt. Szolgálata során 20 igazolt és 5 igazolatlan légi győzelmet aratott. Érdekesség, hogy di Calabria Guardia Lombarda hatodik hercege volt. Di Calabria hatodik, egyben legkisebb gyermeke az 1937-ben született Paula, aki II. Albert belga király feleségeként Belgium királynéja volt.

## Élete

### Katonai szolgálata
Fulco herceg 1904. november 22-én csatlakozott az olasz hadsereghez. Kiképzése után a 11. olasz könnyűlovasezredhez vezényelték. A lovasságnál közel tíz évet szolgált, ezen idő alatt igencsak tapasztalt művelője lett eme fegyvernemnek. Szolgálata során egy ízben eljutott még Afrikába is. A források szerint erre 1914 körül kerülhetett sor. Visszatérése után részt akart venni az alakuló olasz légierőben, ezért 1914-ben jelentkezett és átképeztette magát pilótává.
A légierőnél igen eredményes karriert futott be, szolgált az 1., a 4., a 42., a 44., a 70. repülő osztagoknál, majd a Squadriglia 91 (91. vadászrepülő osztag) parancsnoka lett. Számos modern repülőgéptípussal többek között Nieuport 11, Nieuport 17 és SPAD VII-as repülőgépekkel. Győzelmeit 1916 augusztusától 1918 júniusáig halmozta, eredményességéhez több ízben gratuláltak magas rangú vezetők, emellett pedig meg kapta az ászpilótáknak járó Vitézségi Érmet is.
Katonai pályája csúcsán kapitánnyá léptették elő, ezzel együtt pedig (Francesco Baracca halála után) a 91. vadászrepülő osztag parancsnoka lett. Ezen teendőit viszont csupán néhány hétig látta el, mivel ideg összeroppanást kapott. Helyettese ezek után a szintén híres ászpilóta, Ferruccio Ranza lett. 1918 októberében végül még visszatért de egyik bevetésén légvédelmi tűz miatt kényszerleszállást kellett végrehajtania. Sérülései, illetve a háború befejeződése miatt már nem tért vissza a frontra. Fulco Ruffo di Calabria a szolgálata során 53 légi bevetést teljesített és 20 igazolt légi győzelmet szerzett.

### Légi győzelmei

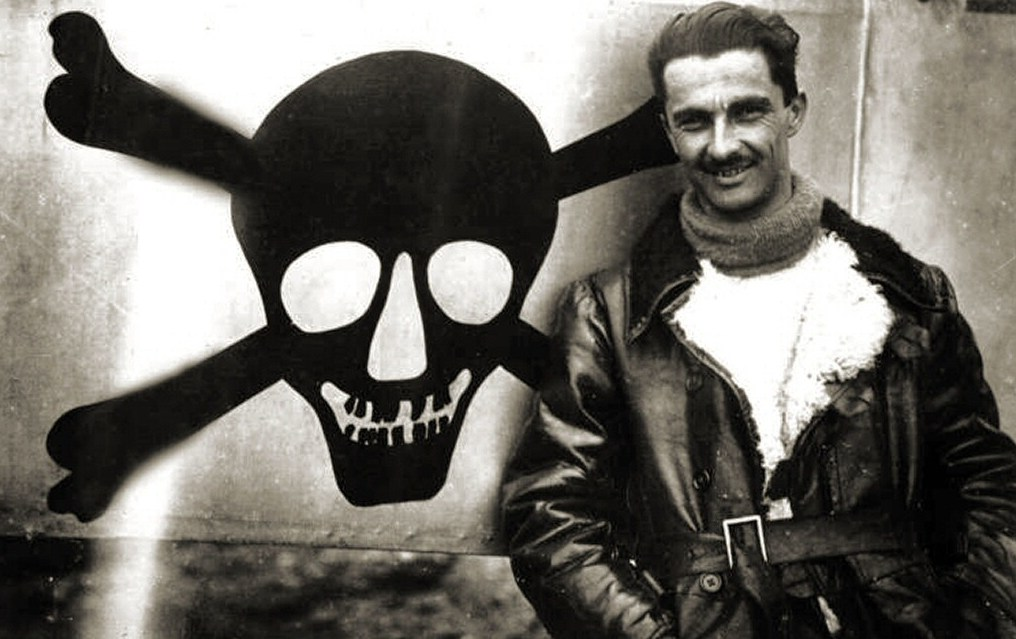
Di Calabria Nieuport repülőgépe mellett.

| Sorszám     | Dátum                | Egység | Ellenfél              |
| ----------- | -------------------- | ------ | --------------------- |
| 1           | 1916. augusztus 23.  | 1ª     | Hansa-Brandenburg C.I |
| Igazolatlan | 1916. augusztus 23.  | 1ª     | Ismeretlen            |
| 2           | 1916. szeptember 16. | 70ª    | Lloyd C.III           |
| Igazolatlan | 1916. december 29.   | 70ª    | Albatros              |
| Igazolatlan | 1917. január 1.      | 70ª    | Albatros              |
| 3           | 1917. február 11.    | 70ª    | Hansa-Brandenburg C.I |
| 4           | 1917. február 16.    | 70ª    | Albatros              |
| Igazolatlan | 1917. február 28.    | 70ª    | Ismeretlen            |
| 5           | 1917. május 5.       | 91ª    | Kétüléses             |
| 6           | 1917. május 10.      | 91ª    | Felderítő             |
| 7           | 1917. május 12.      | 91ª    | Felderítő             |
| 8           | 1917. május 13.      | 91ª    | Albatros              |
| 9           | 1917. május 26.      | 91ª    | Albatros              |
| Igazolatlan | 1917. június 24.     | 91ª    | Albatros              |
| Igazolatlan | 1917. június 26.     | 91ª    | Albatros              |
| 10          | 1917. július 14.     | 91ª    | Albatros              |
| 11          | 1917. július 17.     | 91ª    | Felderítő             |
| 12          | 1917. július 20.     | 91ª    | Kétüléses             |
| 13          | 1917. július 20.     | 91ª    | Felderítő             |
| 14          | 1917. október 25.    | 91ª    | Ismeretlen            |
| 15          | 1917. október 25.    | 91ª    | Aviatik               |
| 16          | 1917. október 25.    | 91ª    | Kétüléses             |
| 17          | ?                    | 91ª    | Ismeretlen            |
| 18          | 1918. május 20.      | 91ª    | Felderítő             |
| 19          | ?                    | 91ª    | Ismeretlen            |
| 20          | 1918. június 15.     | 91ª    | Albatros              |

### További élete
További életéről nem szól forrás, csupán annyit tudunk, hogy 1946-ban hunyt el, 62 éves korában.

### Családja
Fulco herceg 1919. június 30-án házasodott össze Luisa Gazellivel (1896–1989) házasságukból 7 gyermek született.
- Maria Cristina Ruffo di Calabria (1920–2003)
- Laura Ruffo di Calabria (1921–1972)
- Ruffo di Calabria-Santapau Fabrizio (1922–2005)
- Augusto Ruffo di Calabria (1925–1943)
- Giovannella Ruffo di Calabria (1927–1941)
- Antonello Ruffo di Calabria (1930–)
- Paola Ruffo di Calabria (1937–) a későbbi Paula belga királyné